# Jhang Meis
Jhang Meis (Differdange, 1947) is een Luxemburgs beeldhouwer.

## Leven en werk
Jhang Meis was aanvankelijk monteur bij het staalbedrijf Hauts-fourneaux et aciéries de Differdange, St-Ingbert, Rumelange (Hadir). In 1966 deed hij zijn gezellenproef als smid en werkte vervolgens jarenlang bij de gieterijen van Arbed. Vanaf 1976 leidde hij zo'n 30 jaar jonge mensen op tot lassers en machinebouwers aan de Arbed-vakschool in Differdange.
In 1999 maakte Meis zijn eerste stalen sculptuur, andere materialen hebben hem nooit aangetrokken. Hij twijfelde aan zijn talent en vroeg bevriend kunstenaar Remo Raffaelli om raad. Die nodigde hem direct uit voor diens volgende tentoonstelling. Vanaf 2000 exposeerde Meis meerdere malen zijn sculpturen naast de schilderijen en mixed-mediadoeken van Remo Raffaelli, onder de titel Steel and Painting, in onder andere in het kasteel van Bourglinster (2000), de Luxemburgse ambassade in Brussel (2003) en het buurthuis in Hesperange (2004). Toen Raffaelli zich meer op fotografie ging richten, werd de schilder Rol Steimes Meis' nieuwe tentoonstellingspartner. 
Meis' werk is meerdere malen onderscheiden. In 2014 ontving hij uit handen van groothertog Henri van Luxemburg de IOC-trofee Sport und Kunst.

## Enkele werken
- Croissance, Bertrange
- 2008 Als Erënnerung un d'Leit vun de Schmelzen, gedenkteken voor staalwerkers in Esch-Belval in opdracht van de Amicale des hauts fourneaux A et B.[7]
- 2012 Communaute, Sanem
- 2013 Flambeau olympique (Olympische vlam), ter gelegenheid van de afsluiting van de Spelen van de Kleine Staten van Europa 2013, Cents.
- 2018 Eternity, Differdange

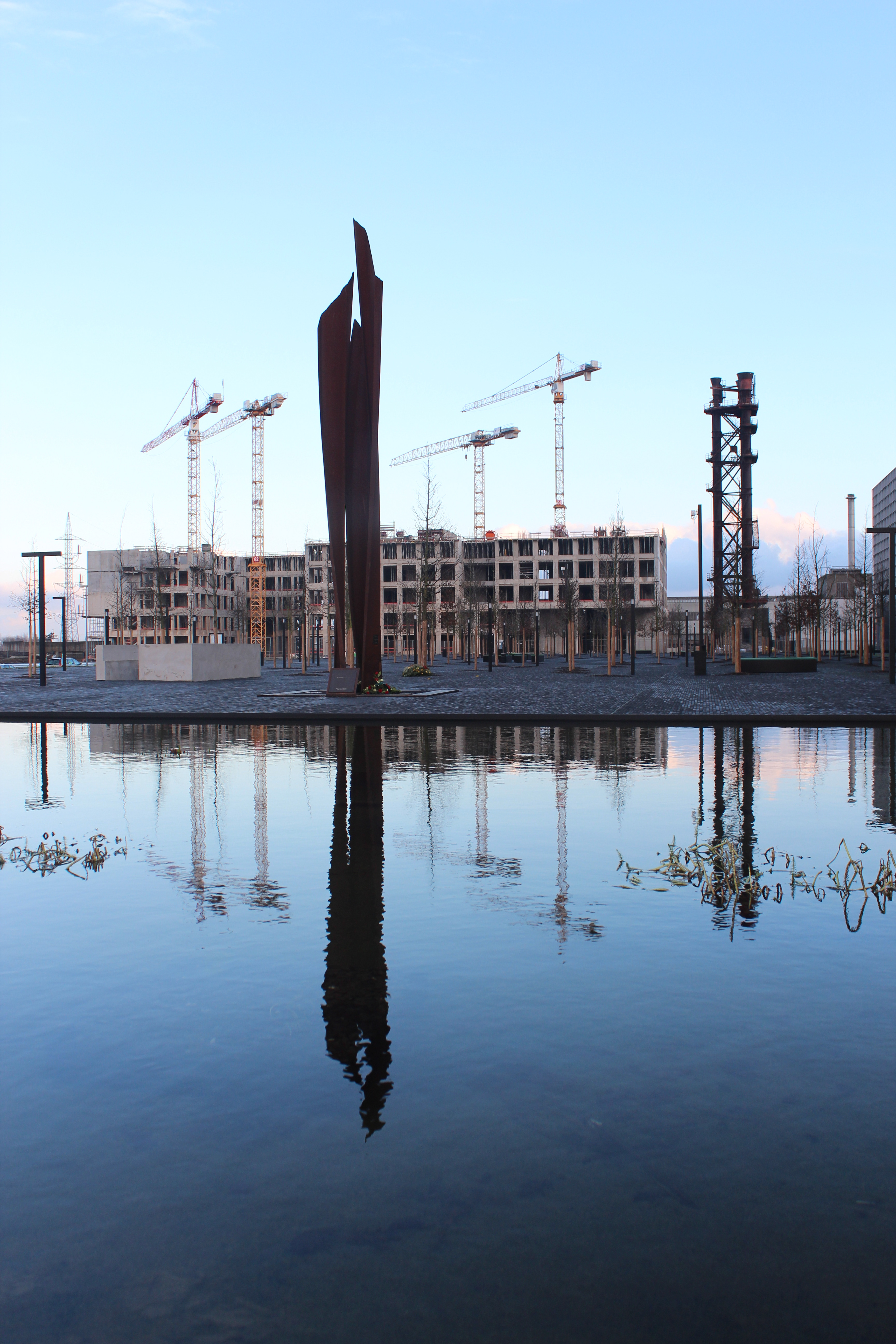
Als Erënnerung un d'Leit vun de Schmelzen (2008)
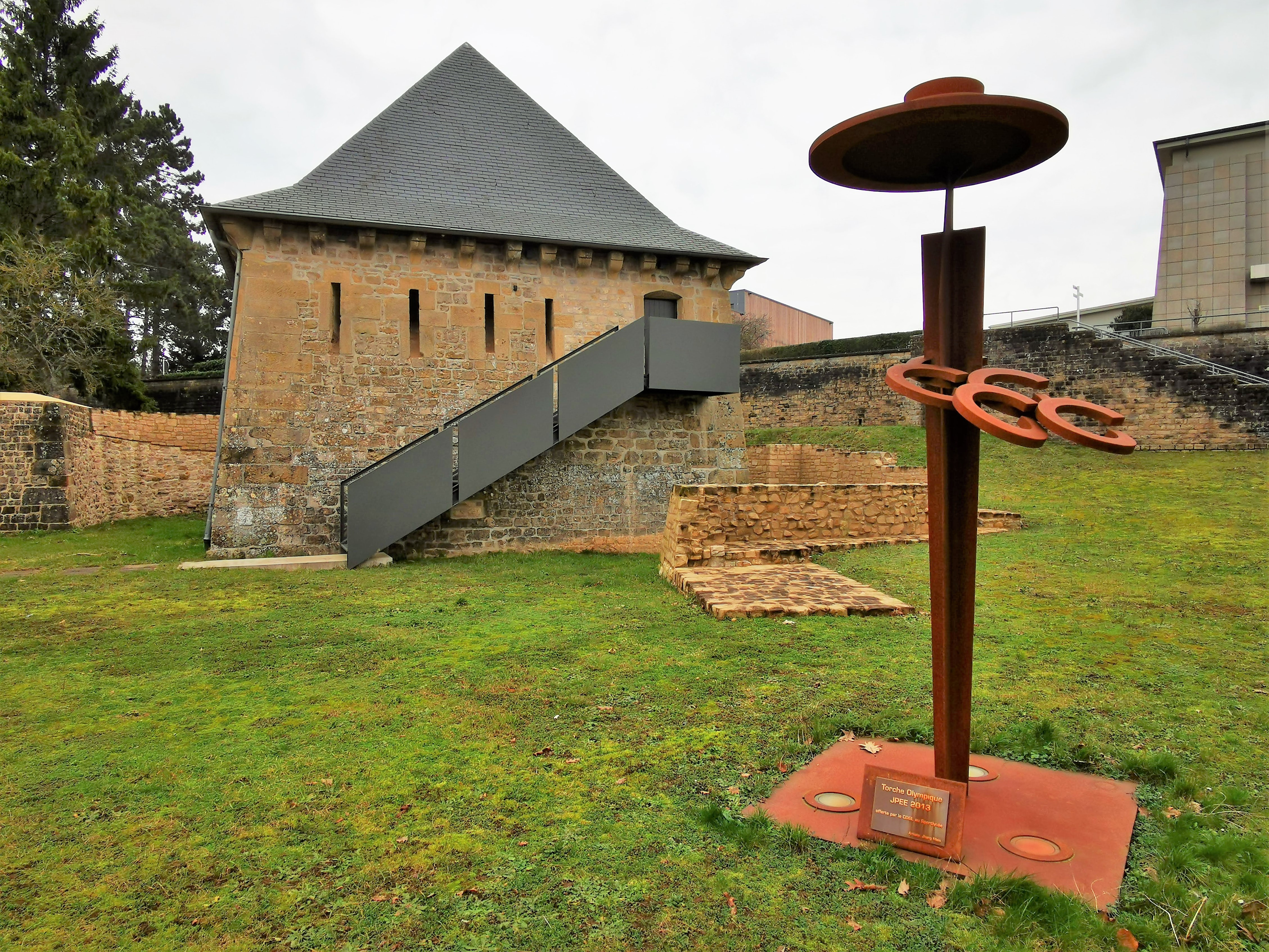
Olympische vlam (2013) bij Fort Rumingny in Cents.

## Onderscheidingen
- 2003 Bronzen medaille van de Académie Européenne des Arts, Luxemburg[5]
- 2005 Grand Prix du Salon bij de Académie Européenne des Arts, Luxemburg
- 2008 Mérite culturel van de gemeente Differdange[3]
- 2014 IOC-trofee Sport und Kunst
- 2016 Mérite culturel van de gemeente Sanem
- 2017 Mérite culturel van de gemeente Differdange

- Musée national d'archéologie, d'histoire et d'art: lkl011297